# Фонд государственного имущества Украины
Фонд государственного имущества Украины (укр. Фонд державного майна України) является центральным органом исполнительной власти со специальным статусом, реализующим государственную политику в сфере приватизации, аренды, использования и отчуждения государственного имущества, управления объектами государственной собственности, в том числе корпоративными правами государства по объектам государственной собственности, что относятся к сфере его управления, а также в сфере государственного регулирования оценки имущества, имущественных прав и профессиональной оценочной деятельности.

## Руководители
Руководителями Фонда государственного имущества Украины в разные годы являлись:
- Прядко Владимир Владимирович[укр.] (9 июля 1991[3] — июль 1994)
- Ехануров Юрий Иванович (20 сентября 1994[4] — 28 февраля 1997[5])
- Лановой Владимир Тимофеевич (22 марта 1997[6] — 3 апреля 1998[7])
- Бондарь Александр Николаевич (26 октября 1998[8] — 15 апреля 2003[9])
- Чечетов Михаил Васильевич (15 апреля 2003[10] — 13 апреля 2005[11])
- Семенюк-Самсоненко Валентина Петровна (13 апреля 2005[12] — 26 декабря 2008[13])
- Парфененко Дмитрий Николаевич[укр.] (декабрь 2008 — март 2010) и. о.
- Рябченко Александр Владимирович[укр.] (1 апреля 2010[14] — 19 июня 2014[15])
- Парфененко Дмитрий Николаевич (20 июня 2014[16] — май 2015)
- Белоус Игорь Олегович (19 мая 2015[17] — 13 апреля 2017[18])
- Парфененко Дмитрий Николаевич (апрель — сентябрь 2017)
- Трубаров Виталий Николаевич (6 сентября 2017[19] — 25 сентября 2019[20])
- Сенниченко Дмитрий Владимирович[укр.] (19 сентября 2019[21] — 17 февраля 2022[22])
- Батова Ольга Игоревна (февраль — сентябрь 2022, и. о.)
- Умеров Рустем Энверович (7 сентября 2022[23] — 5 сентября 2023[24])
- Коваль Виталий Станиславович (с 21 ноября 2023[25])